# Myssjö landskommun
Myssjö landskommun var en tidigare kommun i Jämtlands län. 

## Administrativ historik
Myssjö landskommun inrättades i Myssjö socken när 1862 års kommunalförordningar trädde i kraft 1863.
Den 1 januari 1952 (enligt beslut den 2 december 1949) överfördes från Myssjö landskommun och församling till Övre Ljungadalens landskommun och Åsarne församling den obebodda fastigheten Svartåsen och omfattande 18,50 km², varav 18,30 km² land.
Myssjö landskommun upphörde vid kommunreformen 1952, då den gick upp i Ovikens landskommun. Sedan 1971 tillhör området Bergs kommun.

## Kommunvapen
Myssjö landskommun förde inte något vapen.

## Politik

### Mandatfördelning i valen 1938-1946
| 20 |

| 20 |

| 6 | 11 | 3 |

| 20 |

| 6 | 10 | 2 | 2 |

| 20 |